# 全關係
在數學中，集合X上的一個二元關係R是全關係（total relation），若其滿足：「對所有屬於X的a和b，a关系到b 或b关系到a。」
可用符號表示为：
{\displaystyle \forall a,b\in X,\ aRb\lor bRa}
上述性質一般也稱為完全性（totality）。

## 實例
實數集上的「小于等于」是一個全關係，而「嚴格小于」則不是。
整除不是一個全關係，因為整数6和8都不能整除對方。

## 特性
完全性蘊涵自反性。
滿足傳遞性的全關係是弱序關係。滿足完全性的偏序關係是全序關係。